# Coldsweat (canción)
«Coldsweat» es el tercer sencillo correspondiente al álbum Life's Too Good de la banda islandesa The Sugarcubes en la que se encontraba la cantante y compositora Björk. El mismo fue lanzado en enero de 1988.

## Lista de canciones
1. «Coldsweat» – (3:18)
2. «Dragon» (en islandés) – (3:07)